# Liste der Naturdenkmale in Milower Land
Die Liste der Naturdenkmale in Wustermark enthält alle Naturdenkmale der brandenburgischen Gemeinde Milower Land und ihrer Ortsteile im Landkreis Havelland, welche durch Rechtsverordnung geschützt sind. (Stand: 2014)
In den Spalten befinden sich folgende Informationen:
- Nr.: Identifizierungsnummer nach veröffentlichter Liste. Sie wird von der unteren Naturschutzbehörde des Landkreises oder der kreisfreien Stadt vergeben. Wenn sie bekannt ist, wird sie angegeben. In dieser Spalte kann sich zusätzlich das Wort Wikidata befinden, der entsprechende Link führt zu Angaben zu diesem Naturdenkmal bei Wikidata.
- Bezeichnung: Benennung des Naturdenkmals, in der Regel wird bei Bäume die Baumart genannt. Bekannte Eigennamen werden mit angegeben.
- Gemarkung: Ort oder Gemarkung, in der sich das Naturdenkmal befindet
- Lage: Nennt die Lage des Naturdenkmals im jeweiligen Ortsteil und die geografischen Koordinaten des Naturdenkmals. Link zu einem Kartenansichtstool, um Koordinaten zu setzen. In der Kartenansicht sind Naturdenkmale ohne Koordinaten mit einem roten beziehungsweise orangen Marker dargestellt und können in der Karte gesetzt werden. Denkmale ohne Bild sind mit einem blauen bzw. roten Marker gekennzeichnet, Denkmale mit Bild mit einem grünen beziehungsweise orangen Marker.
- Beschreibung: die Beschreibung des Naturdenkmales
- Schutzzweck: Erläutert den Grund der Unterschutzstellung
- Bild: Zeigt ein Bild des Naturdenkmales und gegebenenfalls ein Link zu weiteren Fotos im Medienarchiv Wikimedia Commons

## Großwudicke
| Bild | Bezeichnung | Lage | Beschreibung | Schutzzweck | Nummer |
| ---- | ----------- | --- | --- | ----------- | ------ |
| BW   | Klara-Eiche | Großwudicke, links am Weg zum Biwakplatz, L 97 Flur 4 Flurstück 5/12 (52° 36′ 16,4″ N, 12° 13′ 44,2″ O) | stattlicher Einzelbaum; Eiche ist sofort an ihrer üppigen, weit ausladenden Krone zu erkennen; besonders markanter Baum - An einigen Stellen der Krone weist der Baum gehäuft Totholz auf. Einige Starkäste sind sogar gänzlich abgestorben. Im Bereich des Stammfußes wurden an mehreren Stellen Fruchtkörper des Wulstigen Lackporlings (Ganoderma adspersum) gefunden, welcher eine intensive Weißfäule im Stammfuß- und Wurzelbereich erzeugt. Am Stammfuß ist offene Höhlung vorhanden, die auf eine ausfaulende Wurzel hindeutet. - Alter geschätzt: etwa 300 Jahre - Stammumfang: 528 - seit 1955 im Kataster |             | 0016 B |

## Vieritz
| Bild                           | Bezeichnung  | Lage                                                                                    | Beschreibung | Schutzzweck | Nummer |
| ------------------------------ | ------------ | --------------------------------------------------------------------------------------- | --- | ----------- | ------ |
| Weitere Bilder Fotos hochladen | Königskiefer | Vieritz, am Kammweg der Kattenberge Flur 5 Flurstück 8 (52° 33′ 30″ N, 12° 14′ 58,7″ O) | Repräsentant seiner Art; Zeuge der Waldbewirtschaftung; Ortsbild-Prägung; besonders markanter Baum - Stamm steht gerade und trägt eine einseitige und zum Licht geneigte 12 Meter breite Krone; Befall mit Kiefernbaumschwamm. Vitalität II - Alter geschätzt 150 Jahre - Stammumfang 294 - Ratsbeschluss 78-18/72 vom 7. September 1972 |             | 0053 B |